# بخش پوب-منگائو
پوب-منگائو یک بخش است که در استان سُوم در شمال غربی بورکینا فاسو قرار دارد. مرکز این بخش شهر پوب-منگائو است.